# Dirinastrum
Dirinastrum is een geslacht van schimmels behorend tot de familie Roccellaceae. De typesoort is Dirinastrum australiense.

## Soorten
Volgens Index Fungorum telt het geslacht twee soorten (peildatum april 2022):
| Soortnaam                | Auteur(s)  | Publicatiejaar |
| ------------------------ | ---------- | -------------- |
| Dirinastrum australiense | Müll. Arg. | 1893           |
| Dirinastrum chilenum     | C.W. Dodge | 1967           |